# Adolfo II di Schaumburg
Adolfo II di Schaumburg (1128 – Demmin, 6 luglio 1164) fu conte di Holstein dal 1130 al 1164 con un intervallo tra il 1137 ed il 1142.

## Biografia
Figlio di Adolfo I di Schaumburg, gli succedette nel 1128, ma successivamente perse la contea per aver abbracciato la causa guelfa.  Riacquistò il suo dominio nel 1142. Egli, distruggendo la fortezza slava sull'isola di Olsborg, nel gran lago di Plön, pose termine alla signoria slava sul territorio di Plön. Fu in Italia con Federico Barbarossa nel 1159, successivamente aiutò nel 1164 Enrico il Leone nella sua guerra contro gli Obodriti e morì in battaglia in Pomerania.